# John Day (tipografo)
John Day, scritto anche Daye (1522 – Saffron Walden, 23 luglio 1584), è stato un tipografo inglese, specializzato nella stampa di letteratura protestante, oltre che di libri religiosi popolari come sillabari, sermoni e raccolte di salmi. La sua fama è legata alla stampa del Libro dei Martiri di Foxe, considerato il libro più grande e tecnicamente più avanzato della stampa inglese del XVI secolo.
Day iniziò la sua professione durante il regno di Edoardo VI, quando le restrizioni alla stampa furono allentate e il Lord Protettore Edward Seymour si adoperò per incentivare la stampa e alla diffusione di materiale propagandistico a favore della Riforma anglicana. Day fu anche fra i pochi editori protestanti a rimanere attivo durante il regno della regina Maria I, la quale, decisa a ripristinare il cattolicesimo in Inghilterra, spinse diversi protestanti a fuggire sul continente. Per le sue attività, Day fu imprigionato alla fine del 1554, venendo liberato dopo circa un anno. Favorito da potenti cortigiani elisabettiani, come William Cecily, Robert Dudley e Matthew Parker, Day si assicurò il monopolio su alcuni dei più importanti testi protestanti del periodo, come il Libro dei Martiri di John Foxe, The ABC with Little Catechism e The Whole Booke of Psalmes.
A causa della sua abilità tecnica, pari al suo senso degli affari, Day è stato definito "il maestro stampatore della Riforma".

## Biografia
Le origini di Day sono incerte: è stato teorizzato che sia nato nel 1522, ma come luogo è stato proposto Dunwich, Londra o addirittura il continente europeo. Nel 1540 è menzionato come ex dipendente del tipografo Thomas Raynalde, mentre nel 1546 fu fra i venti uomini a cui fu concessa la libertà dalla città per lavorare presso la Worshipful Company of Bowyers.

### Regno di Edoardo VI
Nel 1547 allestì la sua prima tipografia vicino alla parrocchia St Sepulchre-without-Newgate, insieme a un socio, William Seres. Fin da subito si specializzarono in opere religiose, sfruttando le controversie religiose dell'Inghilterra dell'epoca ed entro il 1548 metà delle venti opere nel loro catalogo trattavano di critica al cattolicesimo. Fra gli autori che pubblicarono c'era Robert Crowley, Luke Shepherd, il cui poema satirico, Iohn Bon e Mast Person, quasi li fece finire in prigione, e Herman von Wied, un importante autore protestante europeo, di cui Day importò le opere in Inghilterra.
Nel 1549 Day e Seres trasferirono la tipografia a Cheapside, e l'anno seguente guadagnarono a sufficienza da decidere in amicizia di separare le attività. Day si stabilì ad Aldersgate, vicino alla parrocchia di Sant'Anna e Sant'Agnese, dove assunse soprattutto olandesi, con cui si trovò talmente bene da assumere solo loro per tutta la carriera, e si trasferì dalla Stringers' alla Stationers' Company. Era noto il motto che fece incidere su tutte le sue macchine, "Arise for it is day" (Alzati perché è giorno, un gioco di parole sul suo cognome e sulla sua dedizione agli affari). Divenne rapidamente un tipografo affermato e nel 1551 produsse un'edizione di lusso della Bibbia che vendette molto bene. L'anno successivo ottenne il brevetto per le opere di John Ponet e Thomas Beccon, entrando in competizione con Reginald Wolfe, che aveva in precedenza detenuto il monopolio. I due alla fine giunsero a un compromesso secondo cui Day avrebbe stampato in inglese e Wolfe in latino, un accordo che alla lunga andò tutto a vantaggio di Day.

### Regno di Maria I
La carriera in ascesa di Day s'interruppe bruscamente con la salita al trono di Maria I, figlia di Enrico VIII e Caterina d'Aragona. La nuova regina era fermamente decisa a restaurare il cattolicesimo in Inghilterra e diede inizio a un'ondata di repressione nei confronti del protestantesimo. Mentre molti decisero di emigrare in Europa, come inizialmente si pensava avesse fatto anche Day, lui restò in realtà in Inghilterra e allestì una tipografia clandestina nel Lincolnshire, in locali messi a disposizione da William Cecily, e continuò a stampare materiale pro-protestantesimo e anti-cattolico sotto lo pseudonimo di Michael Wood. Stampò materiale che inneggiava a Lady Jane Grey, effimera regina protestante che si tentò di mettere sul trono al posto di Maria, e opere di John Hopper e Stephen Gardiner, oltre a violenti attacchi contro Maria e i suoi consiglieri. Il 16 ottobre 1554, Day fu individuato, arrestato e condotto alla Torre, con l'accusa di aver stampato materiale eretico. Divise la cellula con John Rogers, in seguito giustiziato e inserito nei Martiri di Foxe. Day fu rilasciato nel 1555, a condizione che stampasse solo commissioni approvate per conto di terzi. Si rimise in società con Seres e si dedicò a stampare opere cattoliche per conto di John Wayland. Una volta ripulita la sua reputazione, la sua abilità gli procurò il titolo di "Stampatore ufficiale di Londra".

### Regno di Elisabetta I

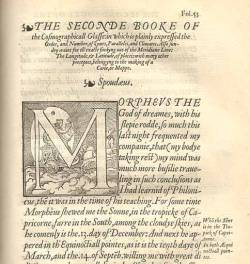
Pagina di Cosmographical Glasse di Cuningham, stampato da Day nel 1559

Nel 1558, Maria morì e salì al trono la sua sorellastra minore, Elisabetta I, che guidò la definitiva transizione dell'Inghilterra dal cattolicesimo all'anglicanesimo. Già favorito da William Cecily, ora uno dei più vicini consiglieri della nuova regina, Day entrò nei favori anche di Robert Dudley. Coi suoi contatti, Day riuscì a ottenere il brevetto per le opere di William Cuningham, fra cui il celebre Cosmographical Glasse, di cui stampò la prima edizione nel 1559, utilizzando un nuovo carattere tipografico che si rivelò di gran successo e un numero per l'epoca impressionante di xilografie. Day pagò lui stesso i costi, sapendo che sarebbe stato ripagato dal consolidamento della sua reputazione. Infatti, subito dopo, ottenne il monopolio a vita sulle opere di Cuningham, oltre a un'esclusiva di sette anni su qualsiasi opera non già coperta da brevetto e che non "ripugnasse le Sacre Scritture o la legge".
Day approfittò delle clausole suo brevetti per assicurarsi il monopolio su diverse opere popolari, da The ABC with Little Catechism, su cui ristabilì il suo vecchio brevetto edoardiano, a The Whole Booke of Psalmes, Collected into English Meter; un salterio metrico che divenne il più venduto dell'epoca elisabettiana e che gli fruttò il monopolio su tutti i salteri musicati.
Il corpus di brevetti e monopoli rese Day un uomo ricco, con una rendita base compresa fra le 200 e le 500 sterline l'anno, ma lo rese anche inviso da molti colleghi stampatori, che avevano visto i loro affari danneggiati a causa dei privilegi concessi a Day.

### Il libro dei martiri
|  |  |

Nel 1563, Day stampò l'opera che lo consacrò come Maestro Stampatore della sua epoca, ovvero Atti e Monumenti di John Foxe, molto meglio conosciuto come Il libro dei martiri.
Foxe, desideroso di sfruttare la nuova tecnologia della stampa per diffondere le sue tesi di storia del protestantesimo, venne indirizzato a Day da William Cecily. I due divennero amici, tanto che Foxe, durante la stampa della prima edizione, visse per un po' a casa di Day, situata sopra la stamperia, in modo da poter collaborare meglio e più velocemente alla realizzazione dell'opera. Day investì considerevoli sforzi economici e materiali in quello che fu considerato il più grande progetto editoriale mai intrapreso in Inghilterra fino a quel momento, ma il risultato lo ripagò sia tecnicamente che economicamente. Tra le innovazioni apportate, ci fu l'uso di diversi caratteri tipografici per distinguere il testo delle fonti dalle aggiunte e dai commenti di Foxe. Dopo la prima, Day curò altre due edizioni, un record per un libro di tale portata.
Altri lavori importanti gli furono commissionati da Matthew Parker, uno dei suoi principali mecenati, che nel 1567 gli affidò la stampa di un'opera del X secolo, una raccolta di scritti di Aelfric di Eynsham. Per l'occasione, Day progettò, forse con l'aiuto di François Guyot, disegnatore che lavorò e visse per un po' con la famiglia Day, il primo vero carattere tipografico di tipo anglosassone, che in seguito usò per Archaionomia di William Lambarde (1568), una raccolta di leggi anglosassoni, l'Euclide inglese di Henry Billingsley e John Dee (1570), che era la prima opera a includere diagrammi mobili e pieghevoli, e Scholemaster di Roger Ascham (1570).

### Ultimi anni ed eredità

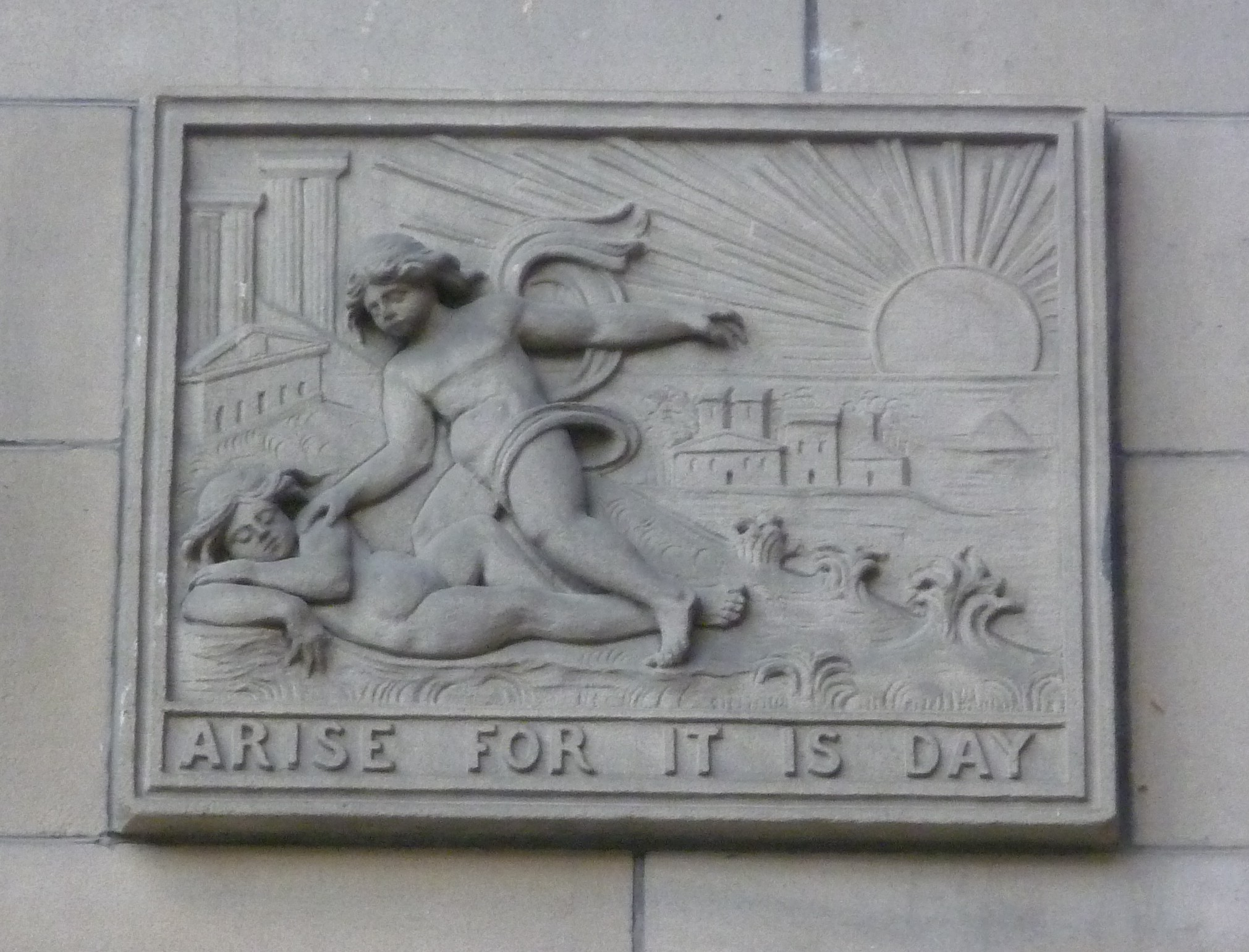
Targa commemorativa col motto di Day, Biblioteca centrale di Edimburgo

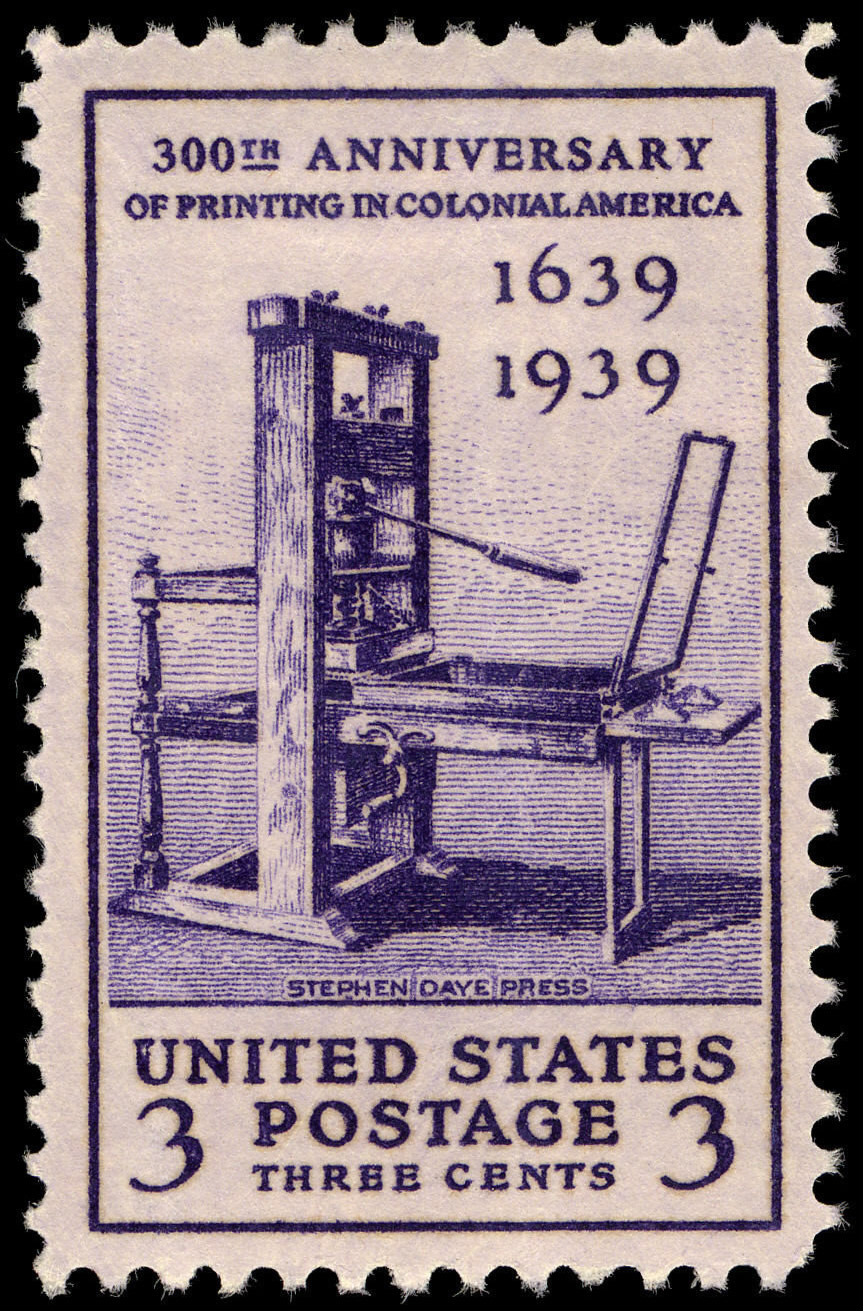
Francobollo americano in commemorazione dei 300 anni della stampa nell'America coloniale, rappresentante la macchina tipografica di Day (1939)

Verso la fine degli anni '70 del 1500 c'era ormai un malcontento diffuso per l'eccessivo monopolio di Day, che fece causa a diversi tipografia rivali accusati di aver stampato di nascosto opere su cui aveva lui i brevetti, ad esempio Roger Ward, che ammise di aver prodotto circa 10.000 copie di ABC Little Cathechism, riproducendo anche i caratteri tipografici di Day. Un altro collega ed ex apprendista, John Wolfe ammise di aver stampato The Whole Booke of Psalmes, ma solo perché l'eccessivo monopolio di Day paralizzava il mercato. Fu proprio Wolfe a guidare un'azione collettiva dei "poveri stampatori" contro Day, che alla fine fu obbligato a cedere alcuni brevetti ai suoi colleghi, anche se manovrò abilmente per tenere il monopolio sui titoli più redditizi.
Nel 1580 Day divenne Master della Stationers 'Company e utilizzò a pieno, e anche in modo arbitrario, le sue nuove prerogative per combattere la stampa illegale, colpendo però soprattutto chi poteva danneggiare i suoi stessi affari. Fra i suoi poteri c'erano quelli di "irruzione e sequestro", che nel 1584 usò per devastare completamente la tipografia di Wolfe, distruggendo le macchine e sequestrando tutto il materiale. Quattro anni prima, aveva fatto la stessa cosa in quella di suo figlio Richard, che pure era co-intestatario dei brevetti, rovinandogli la carriera.
La salute di Day iniziò a declinare rapidamente dopo il 1582. Morì il 23 luglio 1584 a Walden, nell'Essex.

## Famiglia
John Day si sposò due volte ed ebbe un totale di ventiquattro figli, la maggior parte probabilmente morti nell'infanzia. Si sposò per la prima volta nel 1552, e il suo primogenito ed erede era Richard Day (n. 21 dicembre 1552), con cui suo padre ebbe sempre contrasti. Il secondogenito era Edward. Altri due figli noti sono i due più grandi nati dalla seconda moglie, Alice (che dopo essere rimasta vedova si risposò nel 1585 e venne denunciata dal figliastro Richard): John, che divenne un chierico protestante, e Lionel, che divenne uno studioso.